# ピエール・ルヴェー
ピエール・ルヴェー 本名 : ピエール・ウジェーヌ・アルフレ・ブイヨン（"Pierre Levegh", Pierre Eugène Alfred Bouillin, 1905年12月22日 - 1955年6月11日）はフランスのスポーツマン、レーシングドライバーである。アイスホッケーでは国際試合に出場する程であり、テニスやヨットでも一級レベルの選手であった。
今日では主に1952年のル・マン24時間レースで「1人で24時間を運転し勝利する」という偉業に一番近づいた男として、また彼が死亡した1955年のル・マン24時間レースの大事故で知られている。

## 幼少期
叔父がヴェグールという名前で、アルザスから20世紀初めにパリに来て、当時至る所で行われていた公道レースにフランスのモールを駆って出場しいくつかに勝利しており、自身も子供の頃からその手柄話を聞いてレーサーを志した。第一次世界大戦後の疲弊の中でレーサーになるのは困難であったが、自動車修理工場に就職してチューニングを学び、定評を得るようになった。
この頃伯父の名ヴェグール（Veghle ）を元にルヴェー（Levegh ）と改名した。
第一回である1923年のル・マン24時間レースを観戦してその魅力に取り憑かれ、これ以後ル・マン24時間レースはルヴェーにとって特別なレースになった。しかしなかなか出場の機会は訪れず、この間に興味の範囲を拡げてブラシの製造を始めたり色々なスポーツをやったりするようになった。

## 1938年
タルボはアントワーヌ・ラーゴの元で1938年のル・マン24時間レースに6台のワークスマシンを送り込んでいたが、そのうちの1台、ジャン・トレヴォーのセカンドドライバーを探しており、ルヴェーに出場の機会を与えた。しかし実際には1度も運転しないうちに機械の不調でリタイヤになった。

## 1939年
タルボ・ラーゴSSで1939年のル・マン24時間レースに出場したが102周でリタイヤした。この後ル・マン24時間レースは10年開催されなかった。

## 1949年
チェコグランプリに出場し4位に入賞した。戦後初の開催となった1949年のル・マン24時間レースに関しては単なる観客であった。

## 1950年
第5戦ベルギーグランプリでタルボ・ラーゴT26Cに乗りフォーミュラ1にデビューし予選10位決勝7位を得た。その後第6戦フランスグランプリ予選9位決勝リタイア、第7戦イタリアグランプリ予選20位決勝リタイア。1950年のル・マン24時間レースには出場できなかった。

## 1951年
第3戦ベルギーグランプリ予選13位決勝8位、第6戦西ドイツグランプリ予選19位決勝9位、第7戦イタリアグランプリ予選20位決勝リタイア。
タルボは1951年のル・マン24時間レースに6台のワークスカーを送り込み、ルヴェーもその出場メンバーとなり、ルネ・マルシャン（René Marchand ）と組んで4位で完走した。

## 1952年
1952年のル・マン24時間レース出場についてタルボはワークスカーはタルボの工場で準備すると主張したが、ルヴェーは数千ポンドの私財を投入して1台購入し、エンジンを規定限界ぎりぎりまでチューンし、特製の軽量ボディーを架装した。この年もルネ・マルシャンと組んでいたが、ルヴェーはピットストップのたびに交代を拒否し運転を続けた。残り時間1時間15分になったところで2位のメルセデス・ベンツと4周差でトップを走っていたが、ギアを4速から3速に落とそうとしたところで疲労のため2速に入れ間違え、エンジンブローでリタイアとなった。この年優勝したメルセデス・ベンツの監督アルフレート・ノイバウアーは健闘を称えて「今度メルセデスがルマンに来るとき、君には我々の車を操縦してもらおう」と約束した。危険防止のため「1ドライバーあたりの最長受け持ち時間は連続80周、操縦時間の総計は14時間以内」とルールが決められ、次の年から一人で24時間走ることは許されなくなった。

## 1953年
1953年のル・マン24時間レースにメルセデス・ベンツは出場せず、タルボから車両の提供があり、承諾してシャルル・ポッツィと組んで出場した。この年タルボから出た4台のうち唯一の完走で8位になった。
ランス12時間レースは着外に終わったが、カサブランカ12時間レースにはフィリップ・エタンスランと組んで3位に入賞した。

## 1954年
1954年のル・マン24時間レースにメルセデス・ベンツは出場せず、ルヴェーはタルボから車両の提供を受け、ユーゴスラビアのリノ・ファイエンと組んで出場した。7時間に渡り上位10位以内を維持したがブレーキが故障し、1952年にリタイアした場所の近くの土手に突っ込み、車両は大破した。

## 1955年
ル・マン24時間レースにメルセデス・ベンツが復帰、300SLRで出場することになった。この時、未だ根強かった反独感情に配慮してかドイツ人ドライバーはカール・クリングだけで、アルゼンチンのファン・マヌエル・ファンジオ、イギリスのスターリング・モス、フランスのアンドレ・シモン、アメリカのジョン・フィッチと国際色豊かなドライバーを雇っていた。カール・クリングと組む相手をベルギーのポール・フレールに依頼したが、すでにアストンマーティンと契約していた。アルフレート・ノイバウアーは1952年の約束を思い出してルヴェーに出場を打診、最も競争力のある車両でレースに出る機会を欲していたルヴェーは快諾した。
しかし試走の結果は不充分で、この件でアルフレート・ノイバウアーと対立したアルトゥル・ケザーによれば「ルヴェーは車を怖がっていた。練習でもドライバーの中で一番遅かった。自分が300SLRを乗りこなせる男じゃないと認められず、ただ乗りたいと主張するだけだった」という。アルフレート・ノイバウアーがルヴェーを外さなかった理由として、モータージャーナリストでジャッキー・イクスの父であるジャック・イクスは「ルヴェーが契約を解除して欲しいと言ってくるものだとメルセデスはずっと信じていた。ルヴェーに車を提供した手前、メルセデスのほうからお前は能力不足だとは言えなかったのだ」と推測している。
トップ争いをしているマイク・ホーソーンのジャガー・Dタイプがランス・マックリンのオースチン・ヒーリー100Sを追い越した直後、ピットに入るために急減速した。これを左に避けたマックリンの車に進路を遮られて乗り上げる形でルヴェーの車は200km/h以上の速度で宙を舞いグランドスタンドに飛び込んで爆発炎上した。直後を走っていたファン・マヌエル・ファンジオは僅かな隙間を見つけて無事現場を通過した。
ルヴェーの生死は事故から1時間以上不明だったが、ルヴェーの妻から問い合わせがあって探すことになった。レース出走直前にルヴェーを見たアルトゥル・ケザーはルヴェーの服装がブルーのズボン、テニスシューズのような軽量の靴、そして特徴的だったこととしてヘルメットがアメリカ合衆国空軍のジェット戦闘機用であったことを覚えており、ルヴェーのヘルメットを持っている男を発見してその中にこびりついているものを見て死亡を確信、洗浄した上でルヴェーの妻に報告した。その後ルヴェーの遺体は病院で発見されたが頭部の半分が消失していたという。結局この事故はルヴェーを始め観客・スタッフ含め80人以上が死亡する大惨事であった。
貰い事故ではあったがメルセデス・ベンツはトップ走行していたファン・マヌエル・ファンジオ、スターリング・モス組を含めてリタイアさせ、1985年にザウバー・C8にエンジン供給するまでモータースポーツ活動を中止した。またスイスではラリーやヒルクライム以外のレースが禁止された。

## レース戦績

### F1
| 年     | 所属チーム                         | シャシー | 1   | 2       | 3     | 4   | 5     | 6       | 7       | 8   | WDC       | ポイント |
| ------ | ---------------------------------- | -------- | --- | ------- | ----- | --- | ----- | ------- | ------- | --- | --------- | -------- |
| 1950年 | タルボ・ラーゴ／ピエール・ルヴェー | T26C     | GBR | MON DNA | 500   | SUI | BEL 7 | FRA Ret | ITA Ret |     | NC (29位) | 0        |
| 1951年 | タルボ・ラーゴ／ピエール・ルヴェー | T26C     | SUI | 500     | BEL 8 | FRA | GBR   | GER 9   | ITA Ret | ESP | NC (29位) | 0        |

### ル・マン24時間レース
| 年     | チーム                       | コ・ドライバー       | 車両                                 | クラス | 周回数 | 総合順位 | クラス順位 |
| ------ | ---------------------------- | -------------------- | ------------------------------------ | ------ | ------ | -------- | ---------- |
| 1938年 | ジャン・トレヴー             | ジャン・トレヴー     | タルボ-ラーゴ・T150C                 | 5.0    | 159    | DNF      | DNF        |
| 1939年 | ルイジ・キネッティ           | ルネ・ル・ベーグ     | タルボ-ラーゴ・SS                    | 5.0    | 102    | DNF      | DNF        |
| 1951年 | ピエール・ルヴェー           | ルネ・マルシャン     | タルボ-ラーゴ・モノプレース デカール | S 5.0  | 256    | 4位      | 3位        |
| 1952年 | ピエール・ルヴェー           | ルネ・マルシャン     | タルボ-ラーゴ・T26 GS スパイダー     | S 5.0  | -      | DNF      | DNF        |
| 1953年 | オートモビール タルボ-ダラク | チャールズ・ポッツィ | タルボ-ラーゴ・T26GS                 | S 5.0  | 276    | 8位      | 5位        |
| 1954年 | ピエール・ルヴェー           | リノ・ファイエン     | タルボ-ラーゴ・T26GS                 | S 5.0  | 33     | DNF      | DNF        |
| 1955年 | ダイムラー・ベンツ A.G.      | ジョン・フィッチ     | メルセデス・ベンツ・300SLR           | S 3.0  | 34     | DNF      | DNF        |